# Distrito de Cheb
El distrito de Cheb es uno de los tres distritos que forman la región de Karlovy Vary, República Checa, con una población estimada a principio del año 2018 de 91 563 habitantes. Se encuentra ubicado al oeste del país, al oeste de Praga, cerca de la frontera con Alemania. Su capital es la ciudad de Cheb.

## Localidades (población año 2018)
- Aš 13 245
- Cheb 32 171
- Dolní Žandov 1207
- Drmoul 986
- Františkovy Lázně 5501
- Hazlov 1526
- Hranice 2098
- Krásná 574
- Křižovatka 273
- Lázně Kynžvart 1460
- Libá 741
- Lipová 725
- Luby 2128
- Mariánské Lázně 12 970
- Milhostov 323
- Milíkov 288
- Mnichov 399
- Nebanice 341
- Nový Kostel 496
- Odrava 256
- Okrouhlá 251
- Ovesné Kladruby 121
- Plesná 1974
- Podhradí 200
- Pomezí nad Ohří 262
- Poustka 153
- Prameny 102
- Skalná 1938
- Stará Voda 476
- Teplá 2941
- Třebeň 391
- Tři Sekery 933
- Trstěnice 378
- Tuřany 147
- Valy 480
- Velká Hleďsebe 2271
- Velký Luh 158
- Vlkovice 119
- Vojtanov 220
- Zádub-Závišín 340